# ال پورتال (فلوریدا)
ال پورتال (به انگلیسی: El Portal) روستای در شهرستان میامی-دید ایالت فلوریدا است که در سال ۱۹۳۷ بنیان‌گذاری شده‌است. این روستا طبق سرشماری سال ۲۰۱۰ میلادی، ۲٬۳۲۵ نفر جمعیت داشته و مساحت آن نیز ۱٫۱ کیلومتر مربع است.

## نگارخانه

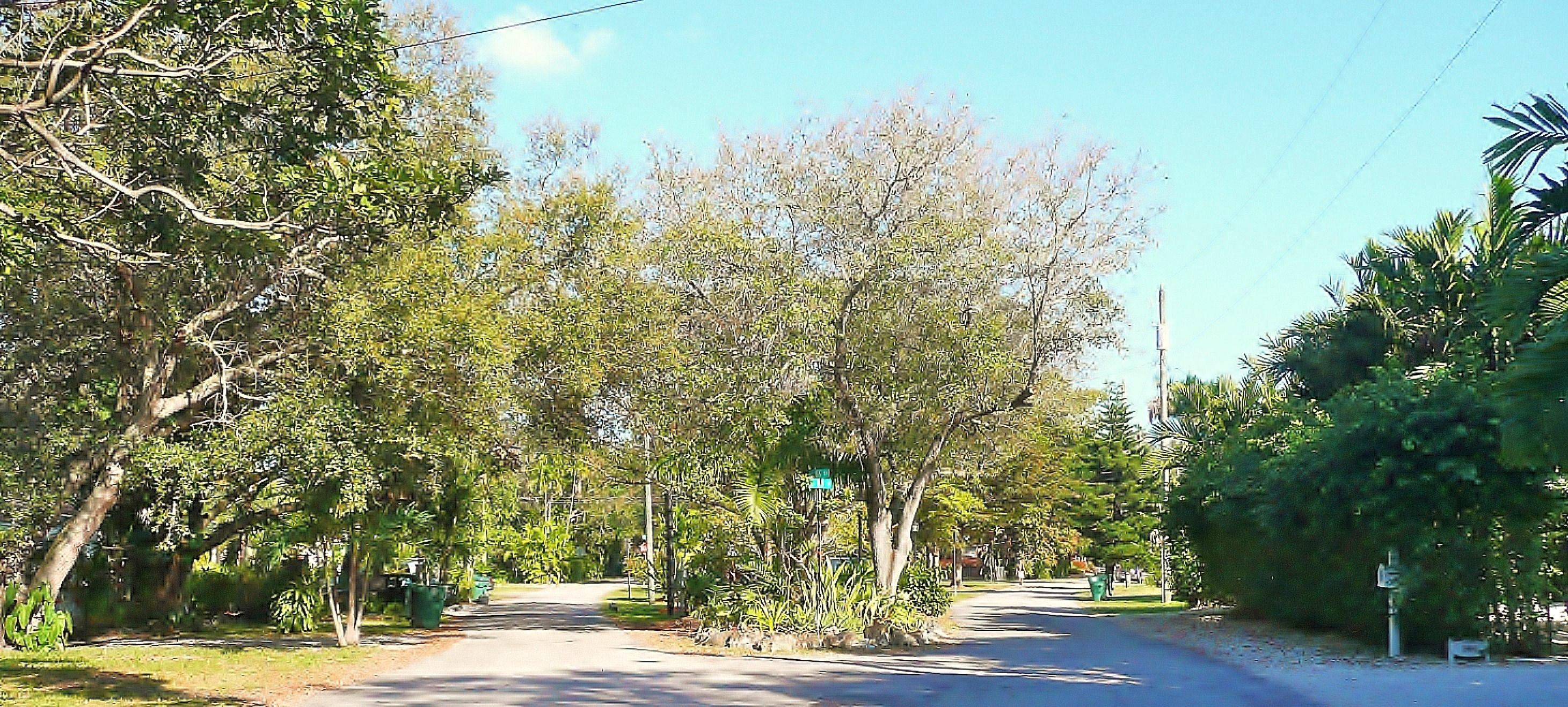